# Lamberto Dini
Lamberto Dini (ur. 1 marca 1931 we Florencji) – włoski ekonomista, polityk, premier Włoch w latach 1995–1996, minister w kilku rządach, deputowany i senator.

## Życiorys
Ukończył studia ekonomiczne we Florencji, szkolił się także na amerykańskich uniwersytetach w stanach Minnesota i Michigan.
Od 1959 pracował w Międzynarodowym Funduszu Walutowym. Doszedł do stanowiska dyrektora wykonawczego MFW na Włochy, Grecję, Portugalię i Maltę. W 1979 został członkiem zarządu Banca d’Italia (włoskiego banku centralnego).
W 1994 powołano go na urząd ministra skarbu w pierwszym rządzie Silvia Berlusconiego. Po upadku tego gabinetu (w związku z opuszczeniem prawicowej koalicji przez Ligę Północną) został w styczniu 1995 mianowany na urząd premiera Włoch. Jego rząd miał mieć charakter technokratycznego rządu przejściowego, ostatecznie dzięki poparciu ze strony centrolewicy utrzymał się do czasu przedterminowych wyborów w 1996. Od października 1995 do lutego 1996 Lamberto Dini sprawował jednocześnie tekę ministra sprawiedliwości.
W tym samym roku założył swoje ugrupowanie pod nazwą Odnowienie Włoskie, z którym przystąpił do Drzewa Oliwnego, uzyskując mandat do Izby Deputowanych XIII kadencji. W okresie od 17 maja 1996 do 6 czerwca 2001 pełnił funkcję ministra spraw zagranicznych w czterech kolejnych rządach, kierowanych przez Romano Prodiego, Massima D’Alemę (w obu gabinetach tego premiera) i Giuliana Amato.
W 2001 i 2006 wybierany do Senatu XIV i XV kadencji. W pierwszej z nich był wicemarszałkiem izby wyższej, w drugiej stał na czele Komisji Spraw Zagranicznych. W 2002 wprowadził swoje ugrupowanie w skład nowej centrowej formacji – Margherita.
Sprzeciwiając się planom utworzenia m.in. przez jego stronnictwo wraz z partiami lewicowymi nowej Partii Demokratycznej, w 2007 powołał Liberalnych Demokratów. Wkrótce przeszedł do opozycji wobec drugiego rządu Romano Prodiego, głosując w styczniu 2008 przeciwko udzielenia mu wotum zaufania, co przyczyniło się do rozpisania przedterminowych wyborów parlamentarnych.
Lamberto Dini po kilkunastu latach powrócił do współpracy z Silviem Berlusconim, zgłaszając swój akces do Ludu Wolności. Uzyskał ponownie mandat senatora, utrzymując też stanowisko przewodniczącego komisji w Senacie XVI kadencji (do 2013).

## Odznaczenia
- Cavaliere di Gran Croce Orderu Zasługi Republiki Włoskiej – 1991[1]
- Grande Ufficiale Orderu Zasługi Republiki Włoskiej – 1982[2]
- Commendatore Orderu Zasługi Republiki Włoskiej – 1977[3]
- Krzyż Wielki Orderu Zasługi Rzeczypospolitej Polskiej – 2000[4]
- Krzyż Komandorski z Gwiazdą Orderu Zasługi Rzeczypospolitej Polskiej – 1997[5]